# 2085 Henan
2085 Henan è un asteroide della fascia principale. Scoperto nel 1965, presenta un'orbita caratterizzata da un semiasse maggiore pari a 2,6988244 UA e da un'eccentricità di 0,0858941, inclinata di 3,83161° rispetto all'eclittica.
È intitolato all'omonima provincia cinese.